# M-выражение
M-выраже́ния (или ме́тавыраже́ния) в программировании изначально предполагалось использовать для записи функций на Лиспе. Данные, обрабатываемые при помощи M-выражений, записывались с использованием S-выражений. M-выражения использовались в первоначальном теоретическом языке, описанном в ранних статьях о Лиспе, однако, в первой работающей реализации Лиспа M-выражения кодировались S-выражениями, и транслятор M-выражений так и не был реализован.

Проект по точному определению M-выражений и их компиляции, или, по крайней мере, трансляции в S-выражения так и не был ни закончен, ни явным образом заброшен. Он был просто отложен на некое неопределённое время, а новое поколение программистов открыло для себя, что они предпочитают внутреннюю нотацию любым формам записи программы в стиле FORTRAN-а или ALGOL-а, которые могли бы быть придуманы.
Оригинальный текст (англ.)
The project of defining M-expressions precisely and compiling them or at least translating them into S-expressions was neither finalized nor explicitly abandoned. It just receded into the indefinite future, and a new generation of programmers appeared who preferred internal notation to any FORTRAN-like or ALGOL-like notation that could be devised.

— Джон Маккарти, История Лиспа

## Историческая связь с S-выражениями
S-выражения представляют собой данные, составляемые только из атомов и пар. Первоначально атом описывался, как символ в верхнем регистре, а пары ограничивались скобками. Была описана также сокращённая запись списков, хотя первоначально элементы списков разделялись в ней запятыми, а не пробелами. Например запись (мы используем пробелы, а не запятые):
```
((A B) (C D) (E F))
```

представляет собой список из трёх элементов, каждый из которых представляет собой список из двух символов.
М-выражение может также использовать имена операторов, метапеременные и списки аргументов. Имена операторов и метапеременных задавались в нижнем регистре, чтобы показать, что они не являются символами (данными). Списки аргументов ограничивались квадратными скобками, [], и их элементы отделялись точкой с запятой. Например:
```
car[cons[(A . B); x]]
```

представляет собой операцию из двух частей:
- в первой части конструируется пара из структуры данных (A . B) и всех данных, представленных метапеременной x;
- во второй части извлекается первый элемент сконструированной пары.

В первоначальном описании Лиспа, опубликованном Маккарти, где он представлен как теоретический универсальный язык, описана функция eval, которая принимает в качестве входных данных S-выражения, переводя их в форму М-выражений, а также выполняет программы в виде М-выражений, являющихся закодированными S-выражениями. Вот несколько примеров M-выражений и их перекодировки в S-выражения (опять же с использованием современных обозначений списков):
```
{M-выражения}                    {S-выражения}

(A B C)                          (QUOTE (A B C))

car[x]                           (CAR X)

car[append[(A B C); (D E F)]]    (CAR (APPEND (QUOTE (A B C)) (QUOTE (D E F))))
```

Первоначальная реализация Лиспа планировалась как очень долгий процесс, так как в то время компиляторы писались годами. Реализация началась с ручной компиляции определённых функций, в то время как подъязык М-выражений носил ещё предварительный характер. Однако Стив Рассел и Daniel J. Edwards поняли, что реализация eval будет работать как полная реализация интерпретатора Лиспа использующего S-выражения. Ручная компиляция функции eval оказалась в сравнении с ожидаемым многолетним построением компилятора очень простой задачей. Сообщество программистов, использующих S-выражения быстро развивалось. M-выражения были заброшены и не получили общей для всего семейства Лисп-языков реализации.

## Современное использование M-выражений
Хотя для Лисп программистов и несвойственно придумывать альтернативные формы языка (один из немногих примеров — это MLISP), некоторые всё же используют M-выражения. Но такие диалекты теряют равнообразность S-выражений, считающуюся важным моментом для выразительности языка. В результате, практически во всех общепринятых диалектах Лиспа S-выражения остаются основным (или единственным) синтаксисом. В число исключений входит язык Logo, который можно рассматривать (с некоторой степенью вольности) как Лисп на основе M-выражений. Некоторые другие языки программирования, такие как Dylan и Ruby, многое позаимствовали у Лиспа, однако используют ALGOLоподобный синтаксис, отличающийся и от S-выражений, и от M-выражений.
Имеется также реализация интерпретатора M-LISP на Common Lisp, также вычисляющая M-выражения.

## Варианты
Синтаксис функционального языка ML (англ. Metalanguage, «метаязык»), подобен синтаксису M-выражений («метавыражений»), он так же основан на математической нотации. Однако, наличие в ML дополнительных концепций, таких как аннотации типов и регулярные выражения маскирует это сходство.
Синтаксис, подобный оригинальным M-выражениям использует язык системы Mathematica, списки в нём записываются с использованием скобок (можно использовать для них и нотацию M-выражений), а для записи функций используются M-выражения.
Недавней вариацией на эту тему стали I-выражения, в которых роль неявных скобок играют отступы (как в Python). Таким образом они представляют собой нечто среднее между S-выражениями и M-выражениями. В SRFI-запросе № 49 такие I-выражения были предложены как дополнительный синтаксис для языка Scheme, но он не получил широкого распространения.